# Cozyptila guseinovorum
Cozyptila guseinovorum – gatunek pająka z rodziny ukośnikowatych.
Gatunek ten opisany został w 2005 roku przez  Jurija Marusika i Mikolę Kowbljuka.
Samce osiągają od 2,8 do 2,82 mm, a samice od 4,05 do 4,15 mm długości ciała. Karapaks zmierzony u 2 samców miał od 1,5 do 1,55 mm długości i od 1,4 do 1,42 mm szerokości, zaś u 2 samic od 1,7 do 1,88 mm długości i 1,68 mm szerokości. Ubarwienie karapaksu jest u samca jednolicie ciemne lub z łamanymi przepaskami wzdłuż boków, zaś u samicy jaśniejsze. Opistosoma (odwłok) zmierzona u 2 samców miała od 1,35 do 1,45 mm długości i od 1,5 do 1,65 mm szerokości, zaś u 2 samic od 2,2 do 2,38 mm długości i od 1,48 do 2,85 mm szerokości. 
Nogogłaszczki samca mają goleń z dwiema apofizami: szerszą niż dłuższą i wtórnie podzieloną apofizą retrowentralną oraz stosunkowo krótką i tylko nieco zakrzywioną apofizą lateralną (boczną). Bulbus odznacza się masywnym zgrubieniem tegularnym i grubym, mniej więcej tak szerokim jak apofiza retrowentralna embolusem. Samica ma ciemną, u nasady wargowato otoczoną płytkę płciową o szerokości większej niż u C. blackwalli i C. thaleri.
Pająk ten występuje na Krymie, w północnokaukaskiej części Rosji, Azerbejdżanie, Gruzji, Turcji i Azji Środkowej.